# غيليس بودوان
غيليس بودوان هو سياسي كندي، ولد في أكتوبر 1919 في تروا ريفيير في كندا، وتوفي بنفس المكان في 2007. انتخب عمدة.